# فرودگاه ریورس اینتل آبی
فرودگاه ریورس اینتل آبی (به انگلیسی: Rivers Inlet Water Aerodrome) یک فرودگاه همگانی است . این فرودگاه در کشور کانادا قرار دارد و در ارتفاع ۰ متری از سطح دریا واقع شده است.